# Juan Fernández de Heredia
Juan Fernández de Heredia (ca. 1310 - 1396) was de 32e grootmeester van de Orde van Sint-Jan van Jeruzalem op Rhodos. Zijn ambtstermijn werd grotendeels gekenmerkt door de "affaire Achaea". Tevens was hij beschermheer van de vertaling van oude boeken naar het Aragonees, en raadsman van twee koningen van Aragon.

## Aragon
Heredia werd geboren in Munébrega in Aragon. Heredia werd ridder in de Orde rond 1328 en werd achtereenvolgens prior van Villel, Aliaga en Alfambra. Heredia werd enorm betutteld door Peter IV van Aragón en paus Innocentius IV. Door de steun van de paus werden de priorijen van Castilië, Léon en Saint-Gilles de rijkste kloosters van de Orde. Heredia steunde Peter tegen de Unie van Aragón en vocht aan zijn kant in de succesvolle Slag van Epila in 1348.
In 1346 werd Heredia door toedoen van Peter IV grootprior van Amposta. De macht en invloed van Heredia werd enigszins beperkt door grootmeester Raymond Berenger. In 1371 werd hij benoemd tot luitenant van West-Europa door toedoen van Paus Urbanus V.

## Grootmeester

### Achaea
In 1376 vergezelde Heredia paus Gregorius XI op zijn reis van Avignon naar Rome. Het jaar daarop, op 24 september, werd Heredia benoemd tot grootmeester van de Orde na de dood van Robert de Juliac. Heredia reisde via Napels en Roemenië naar Rhodos toe. Maar in de buurt van de Griekse plaats Arta werd hij gevangengenomen door Gjin Bua Shpata, de Albanese heer van Aetolië. Hij werd al snel doorverkocht aan de Turken. In 1379 werd hij vrijgekocht en weggebracht naar het vorstendom Achaea.
Na zijn vrijlating reisde hij door naar Rhodos, het hoofdkwartier van de Orde. Hij meende met de Orde ook een claim te hebben op het vorstendom Achaea, waarvan de toekomst instabiel was. In 1380 ondernam hij ook een poging om het hertogdom Athene voor de Orde op te eisen. Maar beide keren werden zijn aanbiedingen afgeslagen.

### Einde van zijn regering
Heredia bracht het grootste deel van zijn resterende leven na 1382 door in Avignon. In april 1383, benoemde de Romeinse paus Urbanus VI Riccardo Caracciolo, prior van Capua, tot grootmeester van de Orde. Heredia bleef gesteund worden door de Avignon zetelende paus Clemens VII. Caracciolo had de steun van Engeland en andere regio's, maar zijn macht was onbeduidend tot zijn dood in 1395, waarna niemand werd gekozen om hem te vervangen. Heredia overleed niet veel later, hij stierf in 1396 en werd opgevolgd door Filibert van Naillac.
Heredia was rijk en geleerd, een beschermheer van de geschiedschrijving en vertaling. Hij gaf opdracht tot het vertalen van de Kroniek van Morea. Het middeleeuwse metselwerk van zijn versterkte kastelen in Mora de Rubielos en Rubielos de Mora zijn veel bestudeerd in de afgelopen jaren. Hij werd begraven in Caspe. Zijn graf werd verwoest door de anarchistische soldaten tijdens de Spaanse Burgeroorlog (1936-1939).